# Yang Yurou
Yang Yurou (født. 16. juli 1996, 185 cm) er en kvindelig kinesisk håndboldspiller, der spiller for Anhui Sports Centre og Kinas kvindehåndboldlandshold.
Hun spillede i sæsonen 2019-20, for den norske topklub Vipers Kristiansand i REMA 1000-ligaen.
Hun var med til at vinde bronze ved Asienmesterskabet i 2018 i Japan, efter bronzekampsejr over Kasakhstan, med cifrene 27-21. Holdet vandt også en sølvmedalje ved Asiatiske lege 2018 i Jakarta.